# Sommer-Paralympics 2024/Teilnehmer (Nicaragua)
| stlisierte Goldmedaille | stlisierte Silbermedaille | stlisierte Bronzemedaille |
| ----------------------- | ------------------------- | ------------------------- |
| —                       | —                         | —                         |

Nicaragua entsandte einen Athleten zu den Paralympischen Sommerspielen 2024 in Paris. Als Fahnenträger bei der Eröffnungsfeier wurde Carlos Alberto Castillo ausgewählt.

## Teilnehmer nach Sportart

### Leichtathletik
| Athleten                | Klassifizierung | Wettbewerb(e)  | Zeit/Weite | Rang |
| ----------------------- | --------------- | -------------- | ---------- | ---- |
| Männer                  |                 |                |            |      |
| Carlos Alberto Castillo | T38             | 400 m – Finale | 59,28 s    | 8    |